# Монталву
Монталву (порт. Montalvo)  —  район (фрегезия) в Португалии,  входит в округ Сантарен. Является составной частью муниципалитета  Конштансия. По старому административному делению входил в провинцию Рибатежу. Входит в экономико-статистический  субрегион Медиу-Тежу, который входит в Центральный регион. Население составляет 1081 человек на 2001 год. Занимает площадь 12,51 км².
Покровителем района считается Дева Мария (порт. Nossa Senhora da Assunção). 